# Copaxa denda
Copaxa denda är en fjärilsart som beskrevs av Druce 1894. Copaxa denda ingår i släktet Copaxa och familjen påfågelsspinnare. Inga underarter finns listade i Catalogue of Life.